# Karahafu

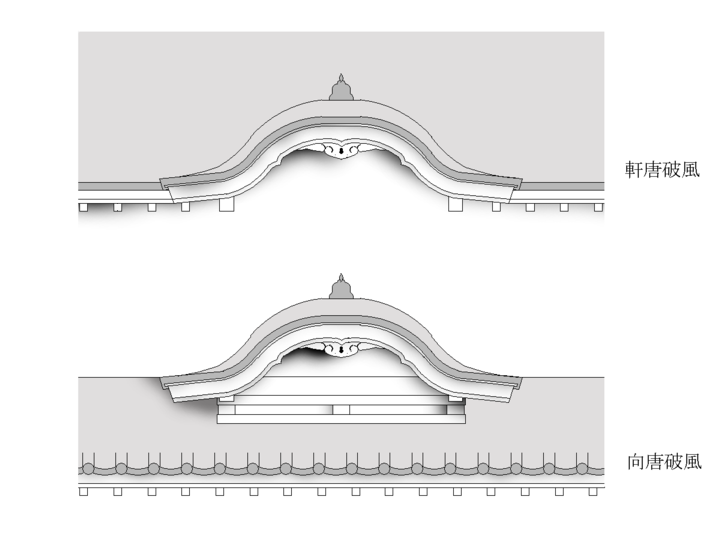
Représentations d'un karahafu.

Le karahafu (唐破風) (littéralement « gable chinois », en référence à la dynastie Tang), est un type de pignon d'un style particulier au Japon. Sa forme caractéristique est la courbe ondulée dans sa partie supérieure. Ce pignon est courant dans l'architecture traditionnelle, notamment dans les châteaux japonais, les temples bouddhistes et les sanctuaires shinto. Des matériaux tels que les tuiles ou l'écorce peuvent servir à la couverture. La façade sous le pignon peut être alignée avec le mur au-dessous ou se terminer sur un toit d'un niveau inférieur.

## Histoire
Bien que kara (唐) puisse se traduire par « Chine » ou « Tang », ce type de toit avec rives de toit ondulées est une invention des charpentiers japonais de la fin de l'époque de Heian. Il est ainsi nommé parce que le mot kara peut également signifier « noble » ou « élégant » et a souvent été ajouté aux noms des objets considérés comme grands ou complexes, indépendamment de leur origine. Le karahafu, qui se développe durant l'époque de Heian, est représenté dans les emakimono comme décoration de porte, de couloir et de palanquin. La première représentation connue d'un karahafu apparaît sur un sanctuaire miniature (zushi) au sanctuaire Shōryoin à Hōryū-ji, préfecture de Nara.
Le karahafu et le style qui lui est associé (karahafu-zukuri) deviennent de plus en plus populaires durant les époques de Kamakura et de Muromachi, lorsque le Japon connaît une nouvelle vague d'influences originaires du continent asiatique. Pendant l'époque de Kamakura, le bouddhisme zen se propage au Japon et les karahafu sont employés dans de nombreux temples zen.
À l'origine, le karahafu n'est utilisé que pour les temples et les manoirs aristocratiques, mais à partir du début de l'époque Azuchi Momoyama, il devient un important élément architectural dans la construction des demeures et des châteaux des daimyos. L'entrée par le karamon est réservée au shogun lors de ses visites onari à ses obligés ou pour la réception de l'empereur dans les établissements du shogunat. Un édifice associé à ces rapports sociaux spécifiques implique une signification particulière.
Les portes avec un toit karahafu, le karamon (mon signifie « porte »), deviennent plus tard un moyen de proclamer le prestige d'un édifice et servent de symbole de l'architecture à la fois religieuse et laïque. Durant le shogunat Tokugawa, les karamon sont un puissant symbole d'une autorité qui se manifeste par le moyen de l'architecture.

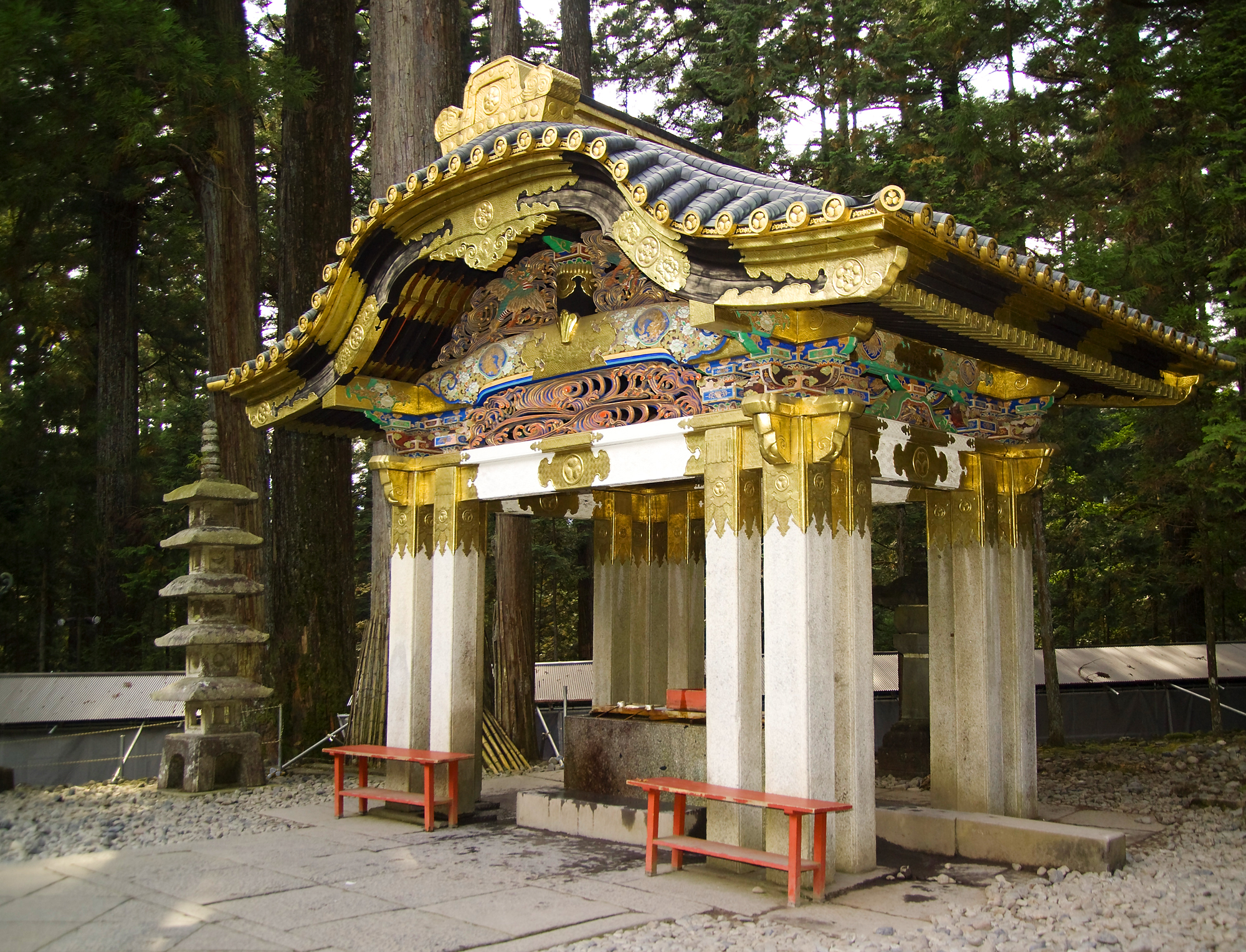
Karahafu sur un pavillon chōzuya à Nikkō Tōshō-gū.
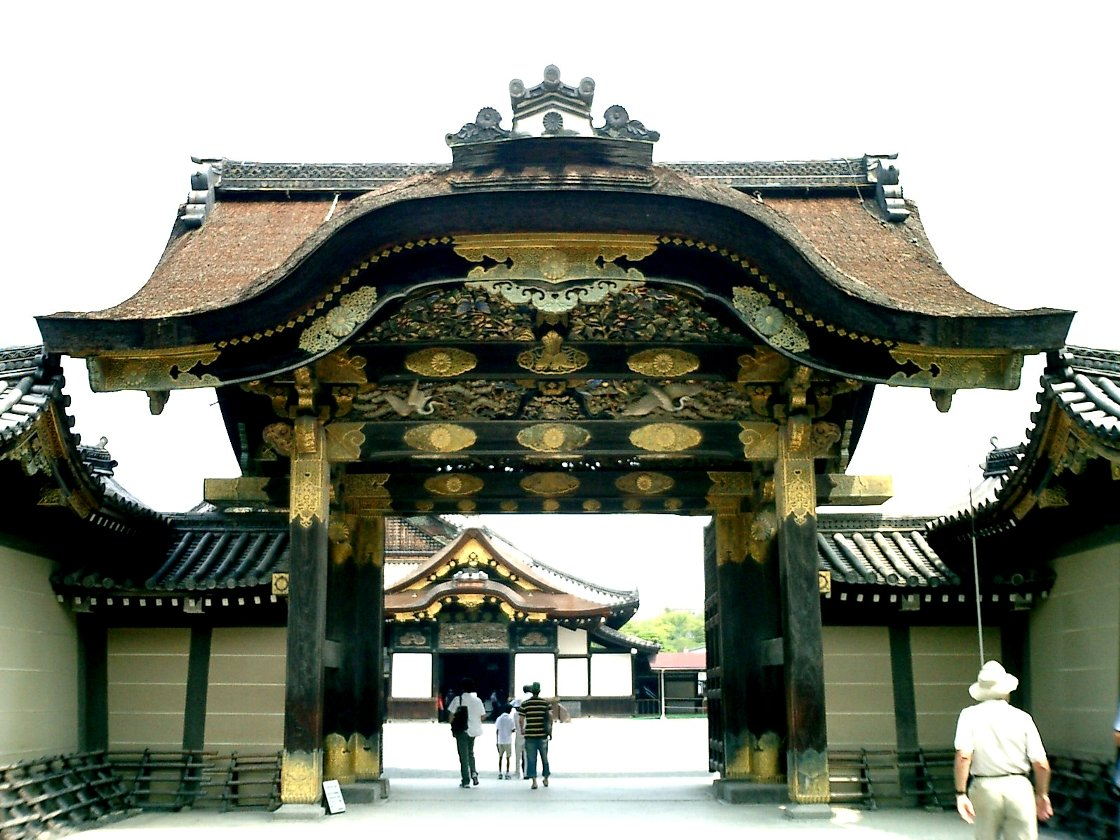
Porte karamon au château de Nijō.
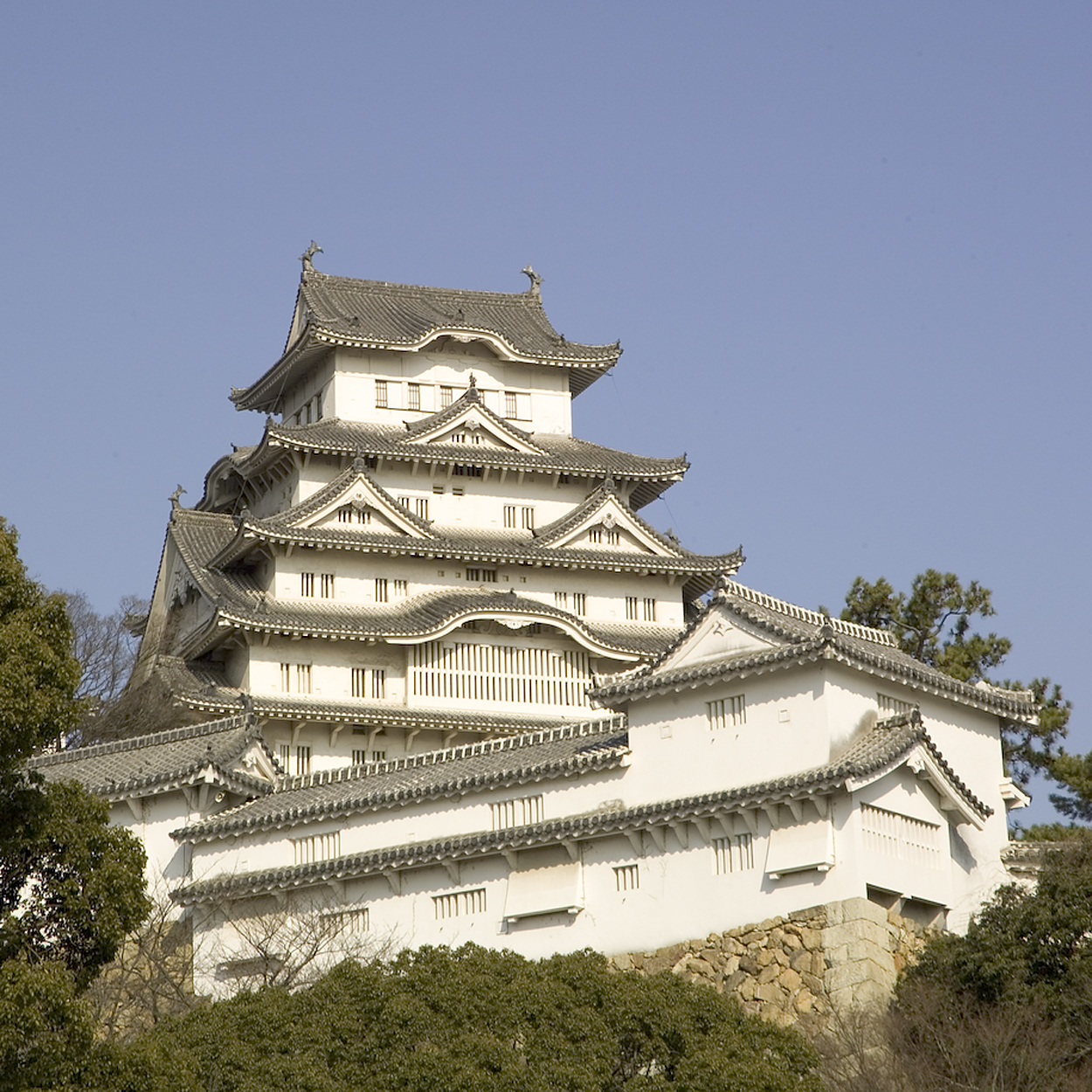
Trois pignons karahafu au château de Himeji.
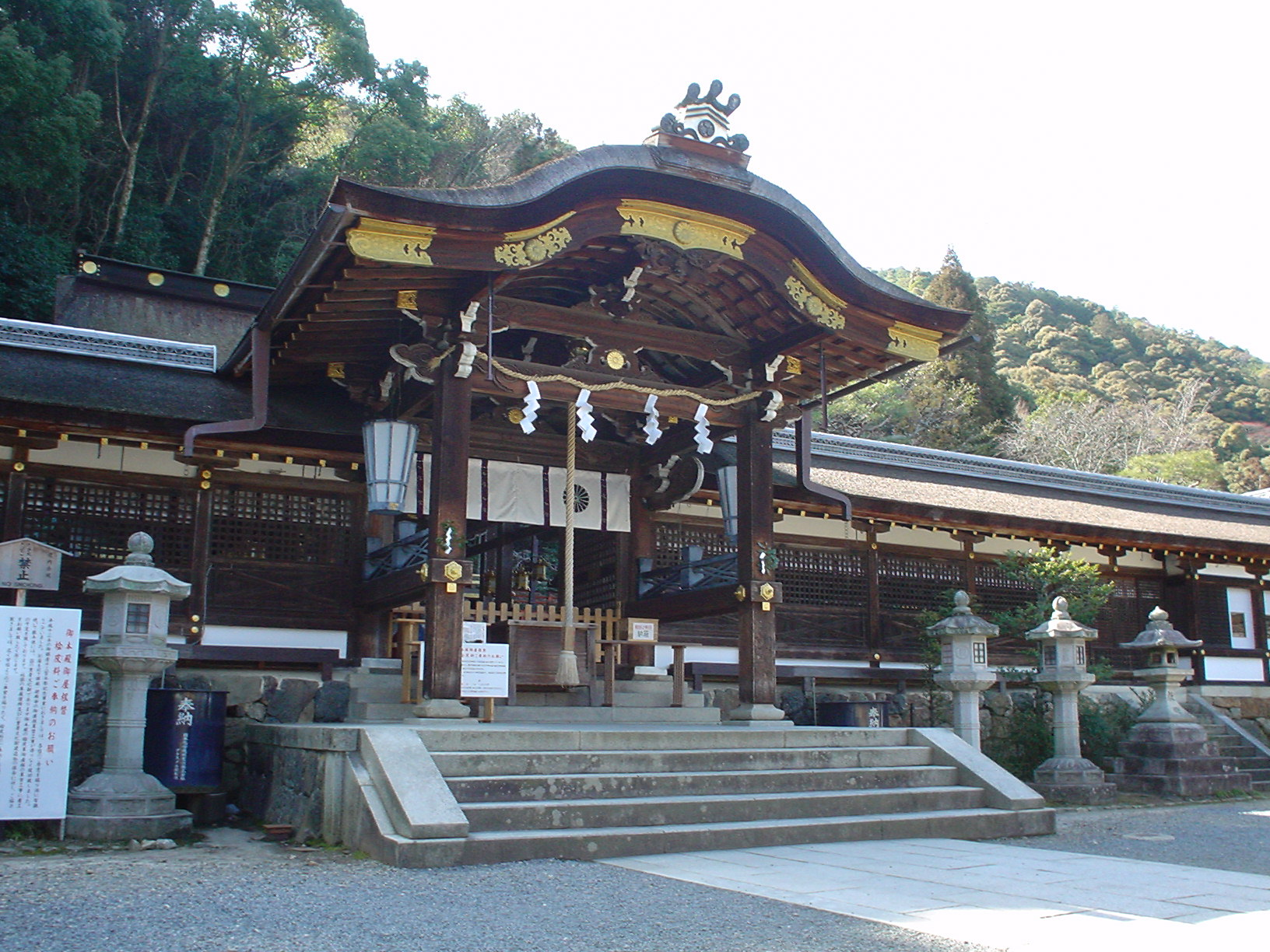
Matsunoo-taisha.
Château de Shuri à Okinawa.